# Eš
Eš (německy Esche) je malá zemědělská obec, která leží pět kilometrů jižně od Pacova v okrese Pelhřimov v Kraji Vysočina. Žije zde 65 obyvatel.

## Název
Název vesnice je sice odvozován z německého slova Esche, které znamená strom jasan, ale může pocházet spíše ze staroněmeckého slova Esch, označujícího ornou půdu čili polní trať. V historických pramenech se objevuje ve tvarech: Essy (1415), „w Essi“ (1542), Essie (1565), Esse (1654), Esch nebo Esche (1790), Esche (1842) a Eše nebo též Eš (1904).

## Historie

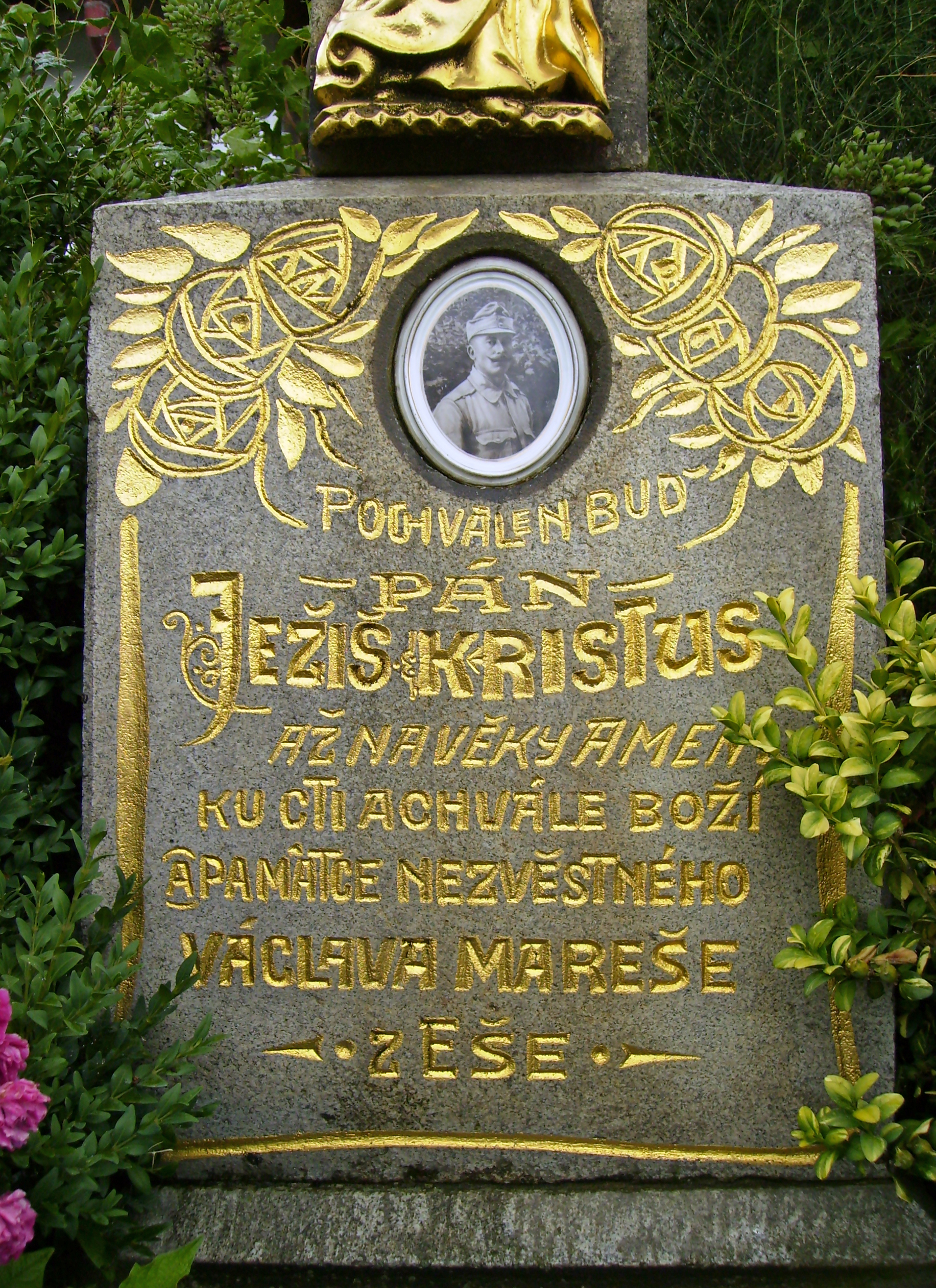
Památník pod krucifixem u silnice II/128

První písemná zmínka o vesnici pochází z roku 1415. V roce 1866 byla dostavěna kaple sv. Magdaleny, po vzniku Československé republiky bylo v obci zvoleno první obecní zastupitelstvo, roku 1936 založena jednotka sboru dobrovolných hasičů. V sedmdesátých letech 20. století bylo zrušeno místní jednotné zemědělské družstvo a Eš byla přiřazena k obci Kámen. K opětnému osamostatnění Eše došlo po roce 1990.
V 19. století zde v 39 budovách bydlelo 250 obyvatel, v roce 1945 už jen 150 lidí. Výrazný pokles nastal v padesátých letech 20. století a zejména po zrušení místního jednotného zemědělského družstva po roce 1970. Dnes zde žije 65 obyvatel.

## Pamětihodnosti
- Venkovská usedlost čp. 20
- Kaplička sv. Magdaleny v centru obce u autobusové zastávky z roku 1866
- Boží muka u silnice II/128 s textem „Pochválen buď pán Ježíš Kristus až na věky amen. Ku cti a chvále boží a památce nezvěstného Václava Mareše z Eše.“